# Tethya topsenti
Tethya topsenti är en svampdjursart som beskrevs av Sarà, Bavestrello och Calcinai 2000. Tethya topsenti ingår i släktet Tethya och familjen Tethyidae.
Artens utbredningsområde är havet kring Nya Kaledonien. Inga underarter finns listade i Catalogue of Life.